# Michał Langenfeld

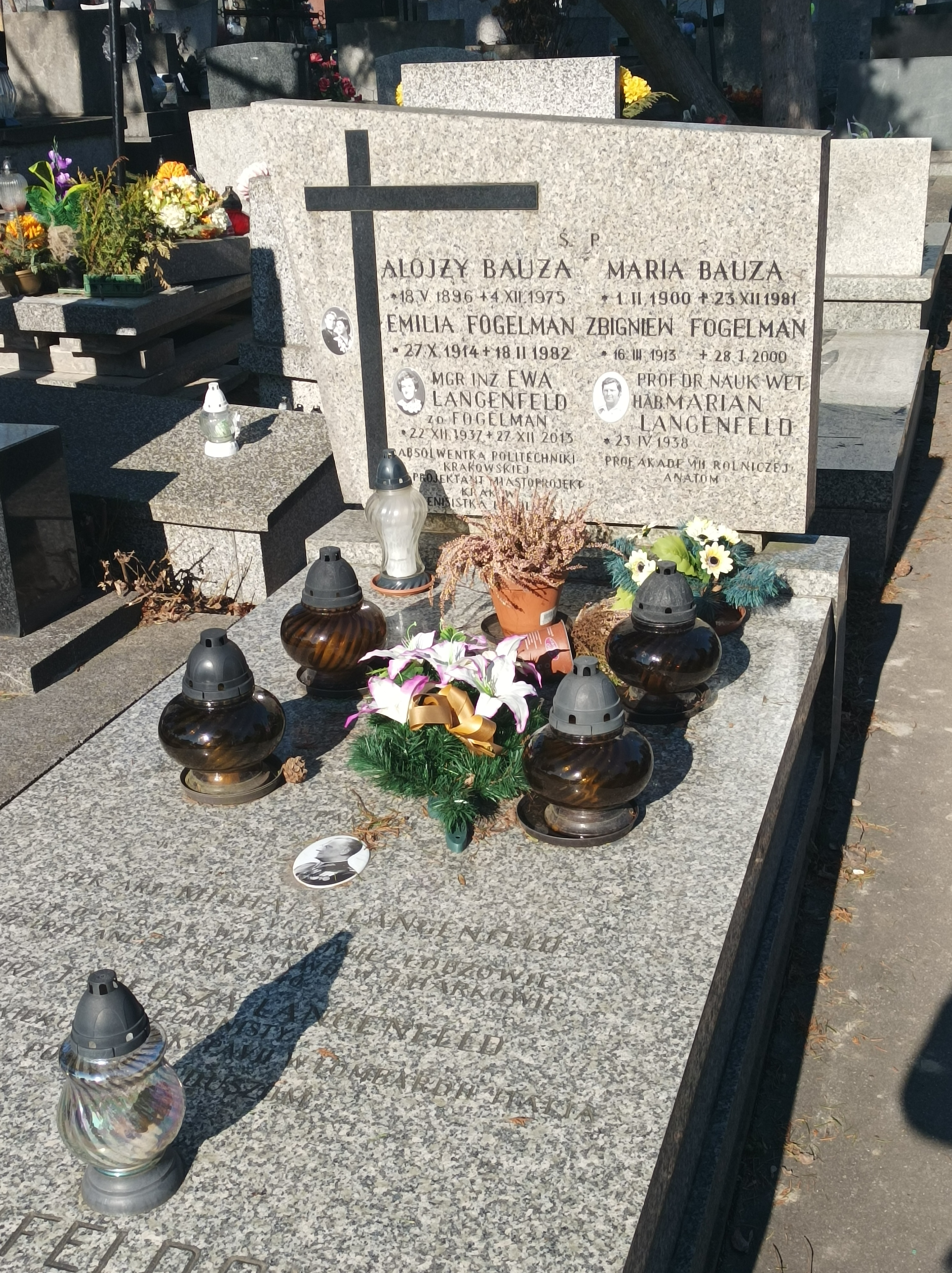
Grób symboliczny płka Mariana Langenfelda na Cmentarzu Salwatorskim

Michał Jakub Langenfeld (ur. 22 czerwca 1891 w Samborze, zm. wiosną 1940 w Charkowie) – podpułkownik artylerii Wojska Polskiego, ofiara zbrodni katyńskiej.

## Życiorys
Urodził się 22 czerwca 1891 w Samborze, ówczesnym mieście powiatowym Królestwa Galicji i Lodomerii, w rodzinie Jakuba i Salomei z Sołtysików. Ukończył studia na Wydziale Prawa Uniwersytetu Lwowskiego. 
W czasie I wojny światowej walczył w szeregach cesarskiej i królewskiej Armii. Jego oddziałem macierzystym był Pułk Artylerii Fortecznej Nr 3. Na stopień podporucznika został mianowany ze starszeństwem z 1 stycznia 1916 w korpusie oficerów rezerwy artylerii fortecznej. 
W 1918 służył w Legii Oficerskiej w Przemyślu. W czasie wojny z bolszewikami walczył kolejno w szeregach: 2 Pułku Artylerii Ciężkiej, 4 Pułku Artylerii Ciężkiej i 4 Dywizjonu Artylerii Ciężkiej. 19 stycznia 1921 został zatwierdzony z dniem 1 kwietnia 1920 w stopniu porucznika, w artylerii, w grupie oficerów byłej armii austro-węgierskiej.
Jesienią 1921, w związku z przejściem wojska na stopę pokojową, dywizjon w którym pełnił służbę został wcielony do 8 Pułku Artylerii Ciężkiej, a wiosną następnego roku przeniesiony z Grudziądza do Siedlc i włączony w skład 9 Pułku Artylerii Ciężkiej. Jako oficer 8 pac został 3 maja 1922 zweryfikowany w stopniu kapitana ze starszeństwem z 1 czerwca 1919 i 350. lokatą w korpusie oficerów artylerii. W pułku w Siedlcach służył do 1924, po czym został przydzielony do Obozu Szkolnego Artylerii w Toruniu, w którym wykładał przedmiot gazoznawstwo.
12 kwietnia 1927 został mianowany na stopień majora ze starszeństwem z 1 stycznia 1927 i 63. lokatą w korpusie oficerów artylerii. W czerwcu tego roku został przeniesiony z CWArt. do 29 Pułku Artylerii Polowej w Grodnie na stanowisko dowódcy I dywizjonu. W marcu 1930 został przesunięty na stanowisko kwatermistrza, a w grudniu 1932 ponownie przesunięty na stanowisko dowódcy I dyonu. W 1936 został przeniesiony do 6 Pułku Artylerii Lekkiej w Krakowie na stanowisko zastępcy dowódcy pułku. Na stopień podpułkownika został mianowany ze starszeństwem z 19 marca 1937 i 6. lokatą w korpusie oficerów artylerii. W 1939 pełnił służbę na stanowisku komendanta Obozu Ćwiczeń Leśna.
W nieznanych okolicznościach, po agresji ZSRR na Polskę (17 września 1939) dostał się do niewoli sowieckiej i został osadzony w obozie w Starobielsku. Wiosną 1940 został zamordowany przez funkcjonariuszy NKWD w Charkowie i pogrzebany potajemnie w bezimiennej mogile zbiorowej w Piatichatkach, gdzie od 17 czerwca 2000 mieści się oficjalnie Cmentarz Ofiar Totalitaryzmu w Charkowie. Figuruje na tzw. liście Gajdideja (poz. 1980).
5 października 2007 minister obrony narodowej Aleksander Szczygło mianował go pośmiertnie na stopień pułkownika. Awans został ogłoszony 9 listopada 2007 w Warszawie, w trakcie uroczystości „Katyń Pamiętamy – Uczcijmy Pamięć Bohaterów”.
Jego grób symboliczny znajduje się na Cmentarzu Salwatorskim w Krakowie (kw. SC10-14-39)

## Ordery i odznaczenia
- Krzyż Kawalerski Orderu Odrodzenia Polski – pośmiertnie 14 września 2010 „za wybitne zasługi dla niepodległości Rzeczypospolitej Polskiej”[20]
- Krzyż Walecznych[21]
- Złoty Krzyż Zasługi – 19 marca 1936 „za zasługi w służbie wojskowej”[22][23]
- Medal Pamiątkowy za Wojnę 1918-1921[1]
- Medal Dziesięciolecia Odzyskanej Niepodległości[1]

7 czerwca 1937 Komitet Krzyża i Medalu Niepodległości odrzucił wniosek o nadanie mu tego odznaczenia „z powodu braku pracy niepodległościowej”.